# مگ رایان
مگ رایان (به انگلیسی: Meg Ryan) (مارگارت مری امیلی هیرا) هنرپیشه و تهیه کننده آمریکایی متولد ۱۹ نوامبر ۱۹۶۱، از فیرفیلد، کنتیکت است. او در دانشگاه‌های کانتیکت و نیویورک روزنامه‌نگاری خوانده‌است. وی بازیگری را از سال ۱۹۸۱ در نقش‌های کوچک آغاز کرد و در سال ۱۹۸۹ برای اولین بار نامزد جایزه گلدن گلوب شد.
رایان جایگاهی به عنوان یکی از موفقترین هنرپیشه‌های زن در سطوح ملی و بین‌المللی در دهه پایانی قرن بیستم و سال‌های بعد از آن را به خصوص در ژانر کمدی - رمانتیک برای خود تثبیت کرد. وی در سال ۲۰۱۵ اولین کارگردانی خود را با فیلم ایتاکا که خود نیز در آن بازی می‌کرد به نمایش گذاشت.

## فیلم‌شناسی
فهرست برخی از فیلم‌های معروف وی عبارتند از:
| سال  | نام فیلم                      | نقش                          |
| ---- | ----------------------------- | ---------------------------- |
| ۱۹۸۱ | ثروتمند و مشهور               |                              |
| ۱۹۸۳ | آمیتی‌ویل سه‌بعدی               |                              |
| ۱۹۸۶ | تاپ گان                       |                              |
| ۱۹۸۶ | مسلح و خطرناک                 |                              |
| ۱۹۸۷ | فضای درون                     |                              |
| ۱۹۸۷ | سرزمین موعود                  |                              |
| ۱۹۸۸ | دی.او.ای.                     |                              |
| ۱۹۸۸ | قرارگاه نظامی                 |                              |
| ۱۹۸۹ | وقتی هری سالی را دید...       |                              |
| ۱۹۹۰ | جو در برابر آتشفشان           |                              |
| ۱۹۹۱ | دورز                          |                              |
| ۱۹۹۲ | مقدمه یک بوسه                 |                              |
| ۱۹۹۳ | بی خواب در سیاتل              | آنی رید                      |
| ۱۹۹۳ | گوشت و استخوان                |                              |
| ۱۹۹۴ | وقتی که مردی زنی را دوست دارد |                              |
| ۱۹۹۴ | ضریب هوشی                     |                              |
| ۱۹۹۵ | بوسه فرانسوی                  |                              |
| ۱۹۹۵ | بازسازی                       |                              |
| ۱۹۹۶ | شجاعت در زیر آتش              |                              |
| ۱۹۹۷ | معتاد عشق                     |                              |
| ۱۹۹۷ | آناستازیا                     | آناستازیا نیکولائونا رومانوا |
| ۱۹۹۸ | شهر فرشته‌ها                   |                              |
| ۱۹۹۸ | جارو جنجال                    |                              |
| ۱۹۹۸ | نامه داری                     |                              |
| ۲۰۰۰ | قطع کردن                      |                              |
| ۲۰۰۰ | دلیل زندگی                    |                              |
| ۱۹۹۸ | شهر فرشته‌ها                   |                              |
| ۱۹۹۷ | معتاد عشق                     |                              |
| ۲۰۰۰ | دلیل زندگی                    |                              |
| ۲۰۰۱ | کیت و لیوپولد                 |                              |
| ۲۰۰۳ | در برش                        |                              |
| ۲۰۰۴ | در برابر طناب                 |                              |
| ۲۰۰۷ | در سرزمین زنان                |                              |
| ۲۰۰۸ | معامله                        |                              |
| ۲۰۰۸ | دوست پسر جدید مادرم           |                              |
| ۲۰۰۸ | زنان                          |                              |
| ۲۰۰۹ | مهتاب جدی                     |                              |
| ۲۰۱۵ | دختر طرفدار                   |                              |
| ۲۰۱۵ | ایتاکا                        |                              |

## منابع

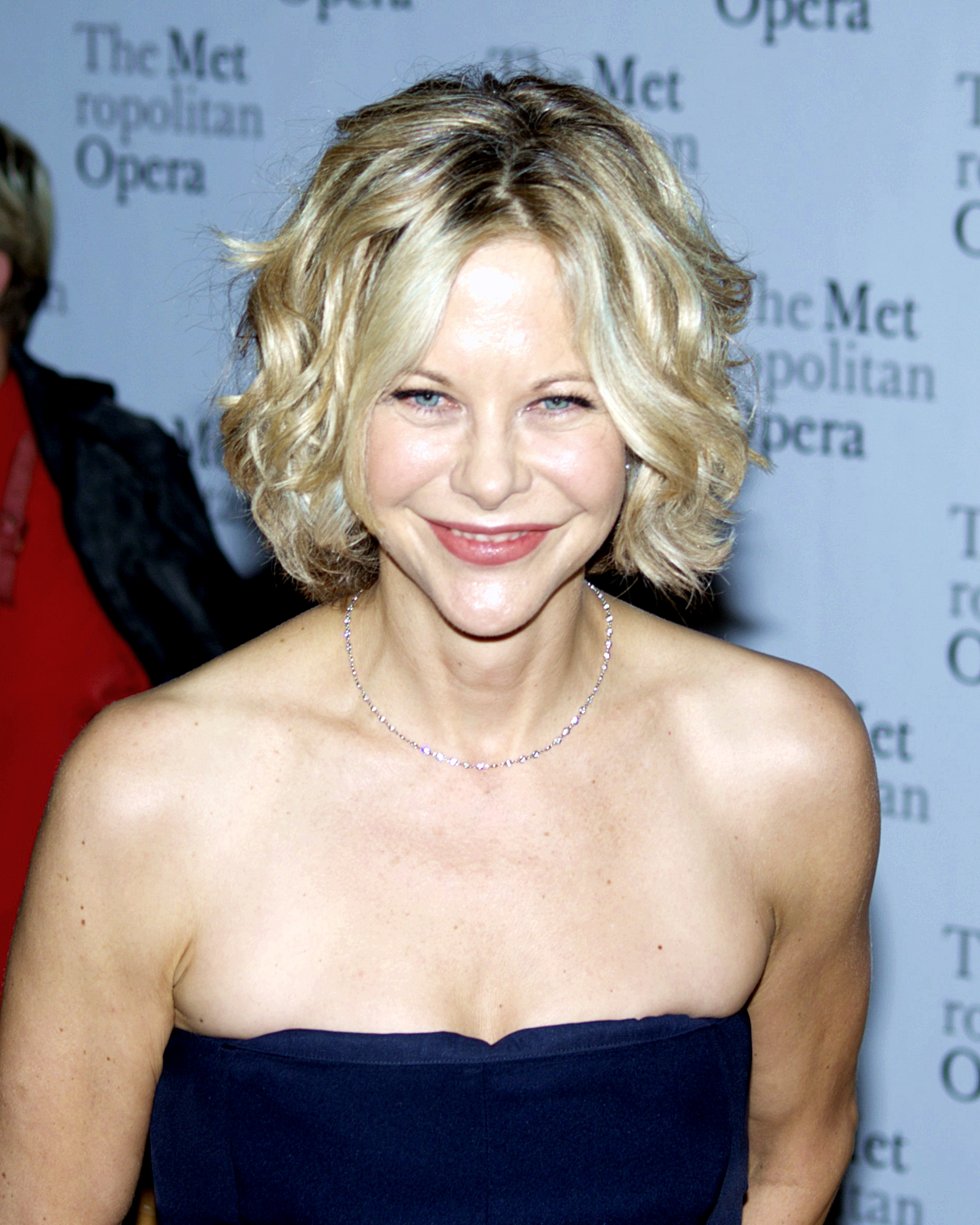
مگ رایان هنگام ملاقات با اوپرا در سال ۲۰۱۰